# Torneo de Viena 2019
El Erste Bank Open 2019 fue un torneo de tenis perteneciente al ATP Tour 2019 en la categoría ATP World Tour 500. El torneo tuvo lugar en la ciudad de Viena (Austria) desde el 21 hasta el 27 de octubre de 2019 sobre canchas duras.

## Distribución de puntos
| Modalidad            | Campeón | Finalista | Semifinales | Cuartos de final | 2.ª ronda | 1.ª ronda | Clasificados | 2.ª ronda de clasificación | 1.ª ronda de clasificación |
| Individual masculino | 500     | 330       | 200         | 100              | 50        | 0         | 25           | 13                         | 0                          |
| Dobles masculino     | 500     | 300       | 180         | 90               | –         | –         | 45           | 25                         | 0                          |

## Cabezas de serie

### Individuales masculino
| Tenista               | Ranking | Preclasificado |
| Dominic Thiem         | 5       | 1              |
| Karen Jachanov        | 8       | 2              |
| Matteo Berrettini     | 11      | 3              |
| Gaël Monfils          | 13      | 4              |
| Diego Schwartzman     | 15      | 5              |
| Félix Auger-Aliassime | 17      | 6              |
| Guido Pella           | 20      | 7              |
| Borna Ćorić           | 22      | 8              |

- Ranking del 14 de octubre de 2019.[2]

### Dobles masculino
| Tenistas                            | Ranking | Preclasificados |
| Łukasz Kubot Marcelo Melo           | 13      | 1               |
| Mate Pavić Bruno Soares             | 21      | 2               |
| Pierre-Hugues Herbert Nicolas Mahut | 27      | 3               |
| Rajeev Ram Joe Salisbury            | 42      | 4               |

## Campeones

### Individual masculino
Dominic Thiem venció a  Diego Schwartzman por 4-6, 6-4, 6-3

### Dobles masculino
Rajeev Ram /  Joe Salisbury vencieron a  Łukasz Kubot /  Marcelo Melo por 6-4, 6-7(5-7), [10-5]